# Bargello (storia medievale)

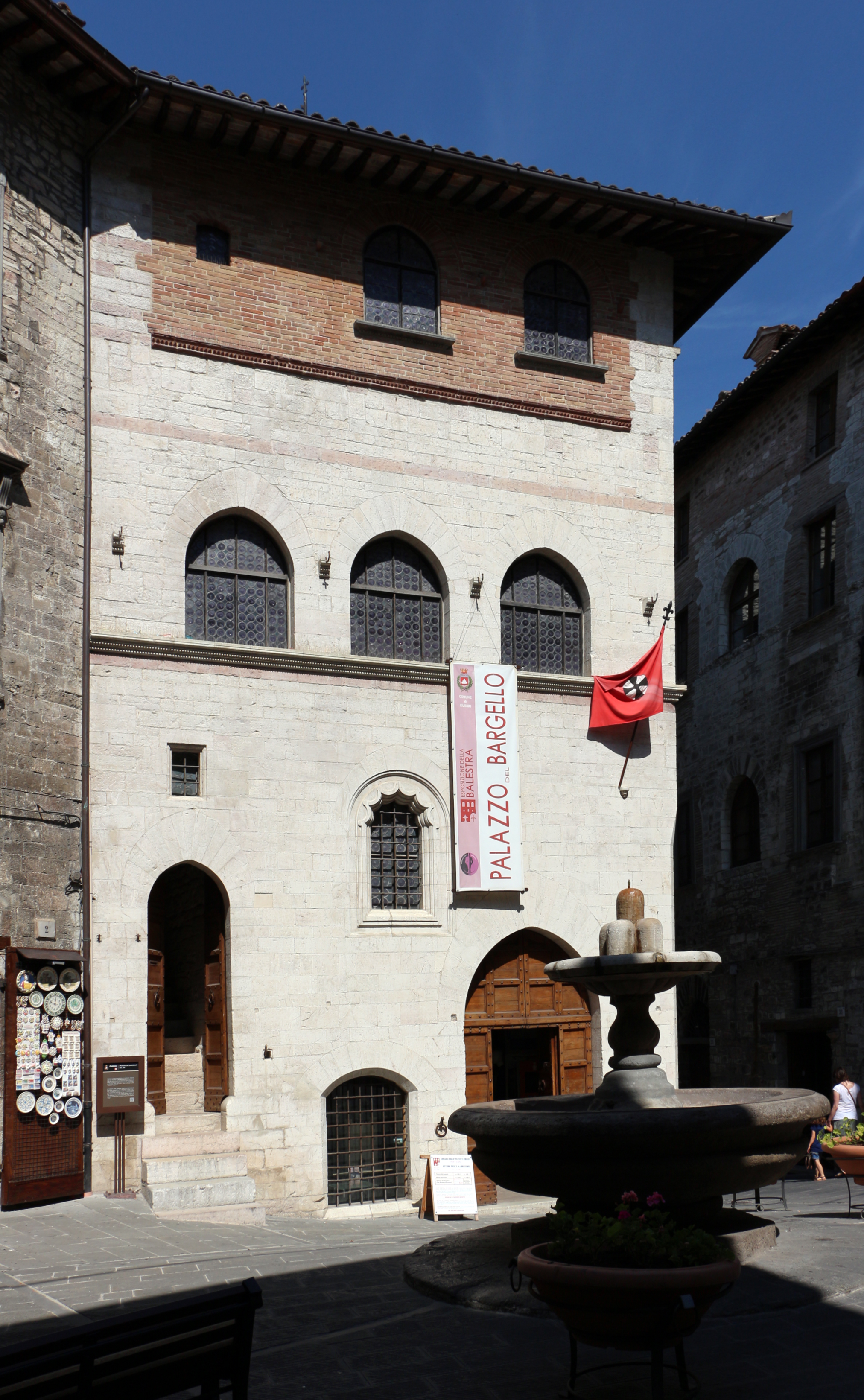
Il Palazzo del Bargello di Gubbio

Per bargello (anticamente barigello, dal latino medievale barigildus, termine di origine longobarda) si intende l'ufficiale che capitanava le forze di polizia nelle città tra il medioevo e l'età moderna.
Fu una carica presente in molti comuni italiani durante il basso medioevo. Col tempo questa figura diede il nome ai palazzi di alcune città in cui risiedeva o svolgeva le proprie funzioni.

## Storia
A Firenze il bargello era straniero e veniva chiamato da un'altra città, allo stesso modo del podestà.
A Bologna il bargello compare nel 1307, ed è appannaggio della Società dei beccai, una società d'armi. Suo compito era l'approntamento della repressione contro la fazione cittadina sconfitta, configurandosi dunque come organo di parte. Successivamente diventa magistratura di governo del popolo. Verrà poi abolita sotto la signoria di Bertrando del Poggetto, per essere ripristinata brevemente dopo il 1335.

## Nella letteratura
La figura del bargello appare o viene citata in alcune opere letterarie, come ne Il giorno della civetta di Leonardo Sciascia o nell'opera teatrale Misura per misura di William Shakespeare.
Ne I promessi sposi di Alessandro Manzoni è un bargello in borghese, tale Ambrogio Fusella, che fa arrestare il protagonista Renzo.